# فرط التقرن
فَرطُ التَقران أو فرْطُ التقرُّن (بالإنجليزية:Hyperkeratosis) (بالفرنسية:hyperkératose perkératose)، هوَ مَرض يَتضمن زِيادة الثُخن التَقرني للنسيج الضام  فَقد يُصيب راحة اليَد أو القَدم، وَقد يَتضمن تَضخم الطبقة القَرنية في الجِلد بدون تَقرن جانبي، وَمُترافق عادةً مع ثُخن في الطبقات العابرة تحته، حيث يُمكن أن يكون وَراثياً أو مُكتسباً، ومنتشراً أو محدوداً في الانتشار، كَما مِن المُمكن أن يُصيب الغِشاء المُخاطي.

## الأسباب
1. تَسمم مُزمن بعنصر الزَرنيخ .
2. نَقص فيتامين "أ" .

## الأعراض
1. جِلد جاف خَشن حُرشفي .
2. تَقرن جُريبي للشعر .

## المَصادر
Lectures On Medial Biochemistry , 1st year , Alexandria University Faculty of Medicine , Page.219